# Final del Torneo Nacional de Futsal 2010
La final del Torneo Nacional de Futsal 2010 fue disputada el 23 de marzo de 2011, en el Gimnasio de la Universidad Tecnológica de Santa Fe (Santa Fe).
Mauro Riente adelanto al Club Pinocho a los 7´del PT. A los 3´ del ST nuevamente Mauro Riente volvió a marcar, luego a los 5´ del ST marcó Lucas Chianelli, finalmente un minuto más tarde Elio Giupponi señaló el cuarto gol del Club Pinocho. Por su parte, para Boca marcó Darío Conessa en dos ocasiones (15´ y 19´ del ST) para finalizar 4-2 en favor del Club Pinocho.
|                | vs. |                |
| Club Pinocho 4 | vs. | Boca Juniors 2 |
| -------------- | --- | -------------- |

## Ficha
| 1     | POR   | Santiago Elías    |  |
| 2     | DEF   | Sebastián Corazza |  |
| 4     | DEF   | Alan Calo         |  |
| 10    | DEL   | Lucas Chianelli   |  |
| 9     | DEL   | Mauro Riente      |  |
| D. T. | D. T. | Chequi Gazzo      |  |

| 1     | POR   | Guisalde        |  |
| 2     | DEF   | Losada          |  |
| 5     | DEF   | Corso           |  |
| 9     | DEF   | Baptista        |  |
| 10    | DEF   | Santos          |  |
| D. T. | D. T. | Cristian Meloni |  |

| 12 | MED | NN | 10' |
| 9  | DEL | NN | 12' |

| 18 | DEL | width=65% | NN | 12' |
| 20 | DEF | width=65% | NN | 15' |

|  | 7'  | Mauro Riente    |
|  | 23' | Mauro Riente    |
|  | 25' | Lucas Chianelli |
|  | 26' | Elio Giupponi   |

|  | 35' | Darío Conessa |
|  | 39' | Darío Conessa |

| Amonestado | 40' | NN |

| Amonestado | 15' | NN |
| Amonestado | 94' | NN |
| Amonestado | 96' | NN |

| Árbitro             | Darío Viñas          |
| Árbitros asistentes | Javier Santamaría    |
| Árbitros asistentes | Pablo Alfonso Castro |

- Reporte del partido en PASIONFUTSAL.com